# Coupe du monde de mini-foot 2017
Navigation
États-Unis 2015 Australie 2019
La coupe du monde de mini-foot 2017 est la seconde édition de la coupe du monde de mini-foot qui est organisée à Nabeul en Tunisie, entre le 6 et le 15 octobre 2017. Les États-Unis, tenants du titre, remettent le titre en jeu. La compétition accueille 24 sélections et non douze comme lors de l'édition précédente.
Les matchs se composent de deux mi-temps de 25 minutes puis, si les deux équipes ne se sont pas départagées, elles disputent deux mi-temps de cinq minutes de prolongations et enfin des tirs au but en cas d'égalité.
La Tchéquie (finaliste de l'Euro 2017) remporte le tournoi en battant en finale le Mexique, sur le score de trois buts à zéro.

## Phase de poules
La phase de poules se conclut par les résultats suivants :

### Groupe A
| Rang | Équipe    | Pts | J | G | N | P | Bp | Bc | Diff |  | Résultats (▼ dom., ► ext.) |     |     |     |     |
| ---- | --------- | --- | - | - | - | - | -- | -- | ---- |  | -------------------------- | --- | --- | --- | --- |
| 1    | Tchéquie  | 9   | 3 | 3 | 0 | 0 | 13 | 1  | +12  |  | République tchèque         |     | -   | 7-0 | 1-0 |
| 2    | Australie | 4   | 3 | 1 | 1 | 1 | 9  | 9  | 0    |  | Australie                  | 1-5 |     | 3-3 | -   |
| 3    | France    | 4   | 3 | 1 | 1 | 1 | 6  | 10 | -4   |  | France                     | -   | -   |     | 3-0 |
| 4    | Argentine | 0   | 3 | 0 | 0 | 3 | 1  | 9  | -8   |  | Argentine                  | -   | 1-5 | -   |     |

### Groupe B
| Rang | Équipe  | Pts | J | G | N | P | Bp | Bc | Diff |  | Résultats (▼ dom., ► ext.) |     |     |     |     |
| ---- | ------- | --- | - | - | - | - | -- | -- | ---- |  | -------------------------- | --- | --- | --- | --- |
| 1    | Mexique | 9   | 3 | 3 | 0 | 0 | 7  | 1  | +6   |  | Mexique                    |     | 3-1 | 2-0 | -   |
| 2    | Hongrie | 4   | 3 | 1 | 1 | 1 | 8  | 4  | +4   |  | Hongrie                    | -   |     | 1-1 | -   |
| 3    | Chili   | 4   | 3 | 1 | 1 | 1 | 6  | 3  | +3   |  | Chili                      | -   | -   |     | 5-0 |
| 4    | Irak    | 0   | 3 | 0 | 0 | 3 | 0  | 13 | -13  |  | Irak                       | 0-2 | 0-6 | -   |     |

### Groupe C
| Rang | Équipe             | Pts | J | G | N | P | Bp | Bc | Diff |  | Résultats (▼ dom., ► ext.) |      |     |     |     |
| ---- | ------------------ | --- | - | - | - | - | -- | -- | ---- |  | -------------------------- | ---- | --- | --- | --- |
| 1    | Russie             | 6   | 3 | 2 | 0 | 1 | 13 | 3  | +10  |  | Russie                     |      | 1-2 | 2-0 | -   |
| 2    | Bosnie-Herzégovine | 6   | 3 | 2 | 0 | 1 | 12 | 5  | +7   |  | Bosnie-Herzégovine         | -    |     | 2-3 | -   |
| 3    | Brésil             | 6   | 3 | 2 | 0 | 1 | 6  | 6  | 0    |  | Brésil                     | -    | -   |     | 3-2 |
| 4    | Somalie            | 0   | 3 | 0 | 0 | 3 | 4  | 21 | -17  |  | Somalie                    | 1-10 | 1-8 | -   |     |

### Groupe D
| Rang | Équipe         | Pts | J | G | N | P | Bp | Bc | Diff |  | Résultats (▼ dom., ► ext.) |      |   |     |      |
| ---- | -------------- | --- | - | - | - | - | -- | -- | ---- |  | -------------------------- | ---- | - | --- | ---- |
| 1    | Espagne        | 9   | 3 | 3 | 0 | 0 | 20 | 5  | +15  |  | Espagne                    |      | - | 4-3 | -    |
| 2    | Sénégal        | 4   | 3 | 1 | 1 | 1 | 16 | 6  | +10  |  | Sénégal                    | -    |   | -   | 11-0 |
| 3    | États-Unis (T) | 4   | 3 | 1 | 1 | 1 | 13 | 7  | +6   |  | États-Unis                 | 3-5  |   | -   |      |
| 4    | Inde           | 0   | 3 | 0 | 0 | 3 | 0  | 30 | -30  |  | Inde                       | 0-11 | - | 0-8 |      |

### Groupe E
| Rang | Équipe        | Pts | J | G | N | P | Bp | Bc | Diff |  | Résultats (▼ dom., ► ext.) |     |     |     |   |
| ---- | ------------- | --- | - | - | - | - | -- | -- | ---- |  | -------------------------- | --- | --- | --- | - |
| 1    | Roumanie      | 9   | 3 | 3 | 0 | 0 | 13 | 1  | +12  |  | Roumanie                   |     | 2-1 | 3-0 | - |
| 2    | Kazakhstan    | 6   | 3 | 2 | 0 | 1 | 12 | 5  | +7   |  | Kazakhstan                 | -   |     | 4-2 | - |
| 3    | Côte d'Ivoire | 1   | 3 | 0 | 1 | 2 | 2  | 7  | -5   |  | Côte d'Ivoire              | -   |     | 0-0 | - |
| 4    | Guatemala     | 1   | 3 | 0 | 0 | 3 | 1  | 15 | -14  |  | Guatemala                  | 0-8 | 1-7 | -   |   |

### Groupe F
| Rang | Équipe   | Pts | J | G | N | P | Bp | Bc | Diff |  | Résultats (▼ dom., ► ext.) |   |     |     |     |
| ---- | -------- | --- | - | - | - | - | -- | -- | ---- |  | -------------------------- | - | --- | --- | --- |
| 1    | Tunisie  | 7   | 3 | 2 | 0 | 1 | 11 | 5  | +6   |  | Tunisie                    |   | 2-2 | 3-2 | 6-1 |
| 2    | Libye    | 5   | 3 | 1 | 2 | 0 | 4  | 2  | +2   |  | Libye                      | - |     | -   | -   |
| 3    | Portugal | 2   | 3 | 0 | 2 | 1 | 3  | 4  | -1   |  | Portugal                   | - |     | 0-0 | -   |
| 4    | Liban    | 1   | 3 | 0 | 1 | 2 | 2  | 9  | -7   |  | Liban                      | - | 0-2 | 1-1 |     |

## Phase à élimination directe
La phase à élimination directe se conclut par les résultats suivants,,, :
|  | Huitièmes de finale | Huitièmes de finale |         |                        | Quarts de finale       | Quarts de finale    |   |  | Demi-finales        | Demi-finales        |  |  | Finale              | Finale              |
|  | Huitièmes de finale | Huitièmes de finale |         |                        | Quarts de finale       | Quarts de finale    |   |  | Demi-finales        | Demi-finales        |  |  | Finale              | Finale              |
|  |                     |                     |         |                        |                        |                     |   |  |                     |                     |  |  |                     |                     |
|  | 12 octobre à Nabeul | 12 octobre à Nabeul |         |                        | 13 octobre à Nabeul    | 13 octobre à Nabeul |   |  | 14 octobre à Nabeul | 14 octobre à Nabeul |  |  | 15 octobre à Nabeul | 15 octobre à Nabeul |
|  | 12 octobre à Nabeul | 12 octobre à Nabeul |         |                        | 13 octobre à Nabeul    | 13 octobre à Nabeul |   |  | 14 octobre à Nabeul | 14 octobre à Nabeul |  |  | 15 octobre à Nabeul | 15 octobre à Nabeul |
|  | Roumanie            | 2 (1)               |         |                        | 13 octobre à Nabeul    | 13 octobre à Nabeul |   |  | 14 octobre à Nabeul | 14 octobre à Nabeul |  |  | 15 octobre à Nabeul | 15 octobre à Nabeul |
|  | Roumanie            | 2 (1)               |         |                        | 13 octobre à Nabeul    | 13 octobre à Nabeul |   |  | 14 octobre à Nabeul | 14 octobre à Nabeul |  |  | 15 octobre à Nabeul | 15 octobre à Nabeul |
|  | Sénégal             | 2 (3)               |         |                        | 13 octobre à Nabeul    | 13 octobre à Nabeul |   |  | 14 octobre à Nabeul | 14 octobre à Nabeul |  |  | 15 octobre à Nabeul | 15 octobre à Nabeul |
|  | Sénégal             | 2 (3)               | Sénégal | 4                      |                        |                     |   |  | 14 octobre à Nabeul | 14 octobre à Nabeul |  |  | 15 octobre à Nabeul | 15 octobre à Nabeul |
|  | 12 octobre à Nabeul |                     | Sénégal | 4                      |                        |                     |   |  | 14 octobre à Nabeul | 14 octobre à Nabeul |  |  | 15 octobre à Nabeul | 15 octobre à Nabeul |
|  |                     | France              | 3       |                        |                        |                     |   |  | 14 octobre à Nabeul | 14 octobre à Nabeul |  |  | 15 octobre à Nabeul | 15 octobre à Nabeul |
|  | Russie              | France              | 3       | 0 (1)                  |                        |                     |   |  | 14 octobre à Nabeul | 14 octobre à Nabeul |  |  | 15 octobre à Nabeul | 15 octobre à Nabeul |
|  | Russie              | 13 octobre à Nabeul |         | 0 (1)                  |                        |                     |   |  | 14 octobre à Nabeul | 14 octobre à Nabeul |  |  | 15 octobre à Nabeul | 15 octobre à Nabeul |
|  | France              | 0 (3)               |         |                        |                        |                     |   |  | 14 octobre à Nabeul | 14 octobre à Nabeul |  |  | 15 octobre à Nabeul | 15 octobre à Nabeul |
|  | France              | 0 (3)               | Sénégal | 1                      |                        |                     |   |  |                     |                     |  |  | 15 octobre à Nabeul | 15 octobre à Nabeul |
|  | 12 octobre à Nabeul |                     | Sénégal | 1                      |                        |                     |   |  |                     |                     |  |  | 15 octobre à Nabeul | 15 octobre à Nabeul |
|  |                     | Mexique             | 3       |                        |                        |                     |   |  |                     |                     |  |  | 15 octobre à Nabeul | 15 octobre à Nabeul |
|  | Tunisie             | Mexique             | 3       | 2 (5)                  |                        |                     |   |  |                     |                     |  |  | 15 octobre à Nabeul | 15 octobre à Nabeul |
|  | Tunisie             | 14 octobre à Nabeul |         | 2 (5)                  |                        |                     |   |  |                     |                     |  |  | 15 octobre à Nabeul | 15 octobre à Nabeul |
|  | Kazakhstan          | 2 (4)               |         |                        |                        |                     |   |  |                     |                     |  |  | 15 octobre à Nabeul | 15 octobre à Nabeul |
|  | Kazakhstan          | 2 (4)               | Tunisie | 0                      |                        |                     |   |  |                     |                     |  |  | 15 octobre à Nabeul | 15 octobre à Nabeul |
|  | 12 octobre à Nabeul |                     | Tunisie | 0                      |                        |                     |   |  |                     |                     |  |  | 15 octobre à Nabeul | 15 octobre à Nabeul |
|  |                     | Mexique             | 7       |                        |                        |                     |   |  |                     |                     |  |  | 15 octobre à Nabeul | 15 octobre à Nabeul |
|  | Mexique             | Mexique             | 7       | 4                      |                        |                     |   |  |                     |                     |  |  | 15 octobre à Nabeul | 15 octobre à Nabeul |
|  | Mexique             | 13 octobre à Nabeul |         | 4                      |                        |                     |   |  |                     |                     |  |  | 15 octobre à Nabeul | 15 octobre à Nabeul |
|  | États-Unis          | 3                   |         |                        |                        |                     |   |  |                     |                     |  |  | 15 octobre à Nabeul | 15 octobre à Nabeul |
|  | États-Unis          | 3                   | Mexique | 0                      |                        |                     |   |  |                     |                     |  |  |                     |                     |
|  | 12 octobre à Nabeul |                     | Mexique | 0                      |                        |                     |   |  |                     |                     |  |  |                     |                     |
|  |                     | Tchéquie            | 3       |                        |                        |                     |   |  |                     |                     |  |  |                     |                     |
|  | Espagne             | Tchéquie            | 3       | 1                      |                        |                     |   |  |                     |                     |  |  |                     |                     |
|  | Espagne             |                     |         | 1                      |                        |                     |   |  |                     |                     |  |  |                     |                     |
|  | Chili               | 0                   |         |                        |                        |                     |   |  |                     |                     |  |  |                     |                     |
|  | Chili               | 0                   | Espagne | 4                      |                        |                     |   |  |                     |                     |  |  |                     |                     |
|  | 12 octobre à Nabeul |                     | Espagne | 4                      |                        |                     |   |  |                     |                     |  |  |                     |                     |
|  |                     | Australie           | 3       |                        |                        |                     |   |  |                     |                     |  |  |                     |                     |
|  | Australie (a.p.)    | Australie           | 3       | 3 (4)                  |                        |                     |   |  |                     |                     |  |  |                     |                     |
|  | Australie (a.p.)    | 13 octobre à Nabeul |         | 3 (4)                  |                        |                     |   |  |                     |                     |  |  |                     |                     |
|  | Bosnie-Herzégovine  | 3 (3)               |         |                        |                        |                     |   |  |                     |                     |  |  |                     |                     |
|  | Bosnie-Herzégovine  | 3 (3)               | Espagne | 1                      |                        |                     |   |  |                     |                     |  |  |                     |                     |
|  | 12 octobre à Nabeul |                     | Espagne | 1                      |                        |                     |   |  |                     |                     |  |  |                     |                     |
|  |                     | Tchéquie            | 3       |                        |                        |                     |   |  |                     |                     |  |  |                     |                     |
|  | Hongrie             | Tchéquie            | 3       | 3                      |                        |                     |   |  |                     |                     |  |  |                     |                     |
|  | Hongrie             |                     |         | 3                      |                        |                     |   |  |                     |                     |  |  |                     |                     |
|  | Libye               | 2                   |         | Match pour la 3e place | Match pour la 3e place |                     |   |  |                     |                     |  |  |                     |                     |
|  | Libye               | 2                   | Hongrie | Match pour la 3e place | Match pour la 3e place | 0                   |   |  |                     |                     |  |  |                     |                     |
|  | 12 octobre à Nabeul | 12 octobre à Nabeul | Hongrie | 15 octobre à Nabeul    | 15 octobre à Nabeul    | 0                   |   |  |                     |                     |  |  |                     |                     |
|  | 12 octobre à Nabeul | 12 octobre à Nabeul |         | 15 octobre à Nabeul    | 15 octobre à Nabeul    | Tchéquie            | 1 |  |                     |                     |  |  |                     |                     |
|  | Tchéquie            | 3                   | Sénégal | 5                      |                        | Tchéquie            | 1 |  |                     |                     |  |  |                     |                     |
|  | Tchéquie            | 3                   | Sénégal | 5                      |                        |                     |   |  |                     |                     |  |  |                     |                     |
|  | Brésil              | 1                   |         | Espagne                | 0                      |                     |   |  |                     |                     |  |  |                     |                     |
|  | Brésil              | 1                   |         | Espagne                | 0                      |                     |   |  |                     |                     |  |  |                     |                     |